# Ritratto di Maria Luigia d'Asburgo in veste di Concordia
Il ritratto di Maria Luigia d'Asburgo in veste di Concordia è una scultura in marmo (cm 137.3 x 96.5 x 98.4) di Antonio Canova, databile al 1811-1814 circa e conservato nella Galleria Nazionale di Parma. Il gesso invece viene conservato presso la Gipsoteca canoviana di Possagno.

## Storia
L'opera ritrae Maria Luigia d'Asburgo, moglie di Napoleone. La commissione dell'opera pervenne da Napoleone, novello sposo,  a Canova nel 1810, mentre si trovava a Firenze per la realizzazione del Monumento a Vittorio Alfieri. Lo scultore venne subito chiamato a Parigi per concordare il soggetto e iniziare il lavoro. L'artista annota ogni fase della realizzazione nei suoi diari, che costituiscono uno strumento importante per la ricostruzione delle vicende della sua vita.
Proprio dai diari sappiamo che dopo il suo arrivo a Parigi, lo scultore iniziò a modellare l'effigie della giovane imperatrice, cominciando, come di consueto per Canova, dalla creta. Dopo l'approvazione del modello in creta e la sua realizzazione in gesso (che viene tutt'oggi conservato alla Gipsoteca canoviana di Possagno), si decide per l'esecuzione della statua in marmo dell'imperatrice in veste della dea Concordia, "Colei che unisce i cuori", in ricordo del suo matrimonio con Napoleone, voluto dalla ragion di Stato, per suggellare la pace tra l'Austria e la Francia. Negli anni successivi il lavoro viene trasferito nell'atelier dell'artista a Roma e, nel gennaio del 1814, l'opera viene considerata conclusa. Nel frattempo però stavano volgendo al termine anche le fortune di Napoleone. Da Parigi Napoleone chiede che gli sia inviata la scultura subito, prima ancora di aver saldato il compenso pattuito ma Canova, indignato dalla richiesta, decide di trattenerla a Roma.
La statua viene consegnata a Maria Luigia solamente nel 1817, dopo il Congresso di Vienna, quando la nuova sovrana prese possesso del Ducato di Parma, e sarà conservata per più di trent'anni nel salone principale della Reggia di Colorno. Nel 1848, morta Maria Luigia e scomparso anche suo figlio, l'opera passa in eredità all'Arciduca Leopoldo che decide quindi di donarla alla città di Parma e di farla collocare nella Galleria Nazionale di Parma, che la stessa Maria Luigia aveva fatto allestire qualche anno prima da Nicolò Bettoli e da Paolo Toschi.

## Descrizione
La sovrana viene rappresentata in veste di Concordia e abbigliata all'antica. È seduta solennemente in trono, con il diadema regale, lo scettro e una patera, un piccolo piatto del quale si servivano gli antichi nelle cerimonie religiose. Il contrasto tra il viso di Maria Luigia e il resto della composizione appare evidente ma armonioso: in quest'opera, infatti, è come se avvenisse una "fusione tra austera nobiltà classica e l'immediatezza parlante del ritratto, tra erudita ispirazione archeologica e affettuoso tratto realistico".